# A simlis és a szende epizódjainak listája
Ez a cikk A simlis és a szende című sorozat epizódjait listázza.

## Évados áttekintés
| Évad | Évad | Epizódok | Eredeti sugárzás     | Eredeti sugárzás  | Eredeti adó |
| Évad | Évad | Epizódok | Évadpremier          | Évadfinálé        | Eredeti adó |
| ---- | ---- | -------- | -------------------- | ----------------- | ----------- |
|      | 1    | 7        | 1985. március 3.     | 1985. április 2.  | ABC         |
|      | 2    | 18       | 1985. szeptember 24. | 1986. május 13.   | ABC         |
|      | 3    | 15       | 1986. szeptember 23. | 1987. május 5.    | ABC         |
|      | 4    | 14       | 1987. szeptember 9.  | 1988. március 22. | ABC         |
|      | 5    | 13       | 1988. december 6.    | 1989. május 14.   | ABC         |

## 1. évad (1985)
| Sor. | Év. | Cím                                                                         | Rendező           | Író                               | Premier                           |
| ---- | --- | --------------------------------------------------------------------------- | ----------------- | --------------------------------- | --------------------------------- |
| 1.   | 1.  | Az idő nekik dolgozik, 1. rész (Pilot Part 1)                               | Robert Butler     | Glenn Gordon Caron                | 1985. március 3. 1993. január 12. |
| 2.   | 2.  | Az idő nekik dolgozik, 2. rész (Pilot Part 2)                               | Robert Butler     | Glenn Gordon Caron                | 1985. március 3. 1993. január 12. |
| 3.   | 3.  | Pisztolypárbaj a roncstelepen (Gunfight at the So-So Corral)                | Peter Werner      | Michael Petryni                   | 1985. március 5. 1993. január 13. |
| 4.   | 4.  | Olvasson a gondolatokban, nézze meg a filmet (Read the Mind… See the Movie) | Burt Brinckerhoff | Joe Gannon                        | 1985. március 12.                 |
| 5.   | 5.  | Gyilkosság az éter hullámain (The Next Murder You Hear)                     | Peter Werner      | Peter Silverman                   | 1985. március 19.                 |
| 6.   | 6.  | Gyilkos vonatozás (Next Stop Murder)                                        | Kevin Conner      | Ali Marie Matheson és Kerry Ehrin | 1985. március 26.                 |
| 7.   | 7.  | Gyilkosság postázva (The Murder's in the Mail)                              | Peter Werner      | Maryanne Kasica és Michael Scheff | 1985. április 2.                  |

## 2. évad (1985-1986)
| Sor. | Év. | Cím                                                                          | Rendező                                | Író                                                                                             | Premier              |
| ---- | --- | ---------------------------------------------------------------------------- | -------------------------------------- | ----------------------------------------------------------------------------------------------- | -------------------- |
| 8.   | 1.  | Haver, vihetem a szőkét? (Brother, Can You Spare a Blonde?)                  | Peter Werner                           | Glenn Gordon Caron                                                                              | 1985. szeptember 24. |
| 9.   | 2.  | A vasálarcos hölgy (The Lady in the Iron Mask)                               | Christopher Leitch                     | Roger Director                                                                                  | 1985. október 1.     |
| 10.  | 3.  | Pénz beszél, Maddie halad (Money Talks, Maddie Walks)                        | Christian I. Nyby II                   | Kerry Ehrin és Ali Marie Matheson                                                               | 1985. október 8.     |
| 11.  | 4.  | Gyilkosság a Flamingó-öböl mulatóban (The Dream Sequence Always Rings Twice) | Peter Werner                           | Debra Frank és Carl Sautter                                                                     | 1985. október 15.    |
| 12.  | 5.  | Biztos fogadás (My Fair David)                                               | Will Mackenzie                         | Bruce Franklin Singer                                                                           | 1985. október 29.    |
| 13.  | 6.  | Megcsalatva (Knowing Her)                                                    | Peter Werner                           | Jeff Reno és Ron Osborn                                                                         | 1985. november 12.   |
| 14.  | 7.  | A szivárvány alatt (Somewhere Under the Rainbow)                             | Peter Crane                            | Történet: Frank Dandridge és Debra Frank és Carl Sautter Tévéjáték: Debra Frank és Carl Sautter | 1985. november 19.   |
| 15.  | 8.  | Egy hölgy arcképe (Portrait of Maddie)                                       | Peter Werner                           | Kerry Ehrin és Ali Marie Matheson                                                               | 1985. november 26.   |
| 16.  | 9.  | "Kék Hold"-fogyatkozás (Atlas Belched)                                       | Christian I. Nyby II                   | Roger Director                                                                                  | 1985. december 10.   |
| 17.  | 10. | Közjáték karácsony előtt (Twas the Episode Before Christmas)                 | Peter Werner                           | Glenn Gordon Caron                                                                              | 1985. december 17.   |
| 18.  | 11. | Tupperman menyasszonya (The Bride of Tupperman)                              | Will MacKenzie és Christian I. Nyby II | Jeff Reno és Ron Osborn                                                                         | 1986. január 14.     |
| 19.  | 12. | Miss DiPesto nagy kalandja (North by North DiPesto)                          | Christopher Hibler                     | Debra Frank és Carl Sautter                                                                     | 1986. január 21.     |
| 20.  | 13. | Mindenki gyanús, aki halott (In God We Strongly Suspect)                     | Will Mackenzie                         | Scott Spencer Gordon                                                                            | 1986. február 11.    |
| 21.  | 14. | Az én papám nem olyan (Every Daughter's Father is a Virgin)                  | Christopher Hibler                     | Bruce Franklin Singer                                                                           | 1986. február 18.    |
| 22.  | 15. | A gyilkosság tanúja (Witness for the Execution)                              | Paul Krasny                            | Jeff Reno és Ron Osborn                                                                         | 1986. március 11.    |
| 23.  | 16. | Aki álmában beszélt (Sleep Talkin' Guy)                                      | Christopher Hibler                     | Debra Frank és Carl Sautter                                                                     | 1986. április 1.     |
| 24.  | 17. | Játék a halállal (Funeral for a Door Nail)                                   | Allan Arkush                           | Történet: Jonathan Lemkin Tévéjáték: Jeff Reno és Ron Osborn és Charles H. Eglee                | 1986. április 29.    |
| 25.  | 18. | Camille (Camille)                                                            | Peter Werner                           | Roger Director                                                                                  | 1986. május 13.      |

## 3. évad (1986-1987)
| Sor. | Év. | Cím                                                          | Rendező            | Író | Premier              |
| ---- | --- | ------------------------------------------------------------ | ------------------ | --- | -------------------- |
| 26.  | 1.  | A fiú is felkel (The Son Also Rises)                         | Allan Arkush       | Jeff Reno és Ron Osborn                                                                                         | 1986. szeptember 23. |
| 27.  | 2.  | Halálos gondoskodás (The Man Who Cried Wife)                 | Christian Nyby     | Kerry Ehrin | 1986. szeptember 30. |
| 28.  | 3.  | Kiütéses szimfónia (Symphony in Knocked Flat)                | Paul Lynch         | Dale Gelineau és Pauline Miller                                                                                 | 1986. október 14.    |
| 29.  | 4.  | Mindhalálig, szeretettel (Yours, Very Deadly)                | Christian Nyby     | Roger Director                                                                                                  | 1986. október 28.    |
| 30.  | 5.  | Isten nem ver bottal (All Creatures Great and… Not So Great) | Christian Nyby     | Történet: Eric Blakeney, Gene Miller és Charles H. Eglee Tévéjáték: Charles H. Eglee                            | 1986. november 11.   |
| 31.  | 6.  | Titkos múlt (Big Man on Mulberry Street)                     | Christian Nyby     | Karen Hall | 1986. november 18.   |
| 32.  | 7.  | A makrancos (Atomic Shakespeare)                             | Will Mackenzie     | Ron Osborn és Jeff Reno                                                                                         | 1986. november 25.   |
| 33.  | 8.  | Első a munka (It's a Wonderful Job)                          | Ed Sherin          | Debra Frank és Carl Sautter                                                                                     | 1986. december 16.   |
| 34.  | 9.  | Beszéljünk nyíltan! (The Straight Poop)                      | Jay Daniel         | Glenn Gordon Caron                                                                                              | 1987. január 6.      |
| 35.  | 10. | Szellemjárás (Poltergeist III – Dipesto Nothing)             | Christopher Hibler | Karen Hall és Charles Eglee                                                                                     | 1987. január 13.     |
| 36.  | 11. | Milyen volt szőkesége (Blonde on Blonde)                     | Jay Daniel         | Kerry Ehrin | 1987. február 3.     |
| 37.  | 12. | Sam és Dave (Sam & Dave)                                     | Sam Weisman        | Történet: Karen Hall, Ron Osborn és Jeff Reno Tévéjáték: Charles Eglee és Roger Director                        | 1987. február 10.    |
| 38.  | 13. | Árulkodó könnycseppek (Maddie's Turn to Cry)                 | Allan Arkush       | Történet: Charles H. Eglee és Karen Hall Tévéjáték: Roger Director, Jeff Reno és Ron Osborn                     | 1987. március 3.     |
| 39.  | 14. | Maddie nehéz döntés előtt (I Am Curious… Maddie)             | Allan Arkush       | Történet: Ron Osborn, Karen Hall, Roger Director és Charles H. Eglee Tévéjáték: Glenn Gordon Caron és Jeff Reno | 1987. március 31.    |
| 40.  | 15. | Őszinte szerelem (To Heiress Human)                          | Sam Weisman        | Kerry Ehrin | 1987. május 5.       |

## 4. évad (1987-1988)
| Sor. | Év. | Cím                                                   | Rendező                | Író                                                                                          | Premier              |
| ---- | --- | ----------------------------------------------------- | ---------------------- | -------------------------------------------------------------------------------------------- | -------------------- |
| 41.  | 1.  | Utazás a Holdra (A Trip to the Moon)                  | Allan Arkush           | Glenn Gordon Caron                                                                           | 1987. szeptember 29. |
| 42.  | 2.  | Gyere vissza, kis hercegnő! (Come Back Little Shiksa) | Allan Arkush           | Jeff Reno és Ron Osborn                                                                      | 1987. október 6.     |
| 43.  | 3.  | Házasság balkézről (Take a Left at the Altar)         | Sam Weisman            | Karen Hall                                                                                   | 1987. október 13.    |
| 44.  | 4.  | Külön utakon (Tale in Two Cities)                     | Allan Arkush           | Charles Eglee és Roger Director                                                              | 1987. november 3.    |
| 45.  | 5.  | Bilincs és bébi 1. rész (Cool Hand Dave Part 1)       | Allan Arkush           | Charles Eglee és Roger Director                                                              | 1987. november 17.   |
| 46.  | 6.  | Bilincs és bébi 2. rész (Cool Hand Dave Part 2)       | Allan Arkush           | Charles Eglee és Roger Director                                                              | 1987. december 1.    |
| 47.  | 7.  | Az apa tudja meg utoljára (Father Knows Last)         | Allan Arkush           | Kerry Ehrin                                                                                  | 1987. december 15.   |
| 48.  | 8.  | A két DiPesto (Los Dos DiPestos)                      | Gerald Perry Finnerman | Doug Steinberg                                                                               | 1988. január 5.      |
| 49.  | 9.  | Végzetes vonzerő (Fetal Attraction)                   | Allan Arkush           | Történet: Ron Osborn, Jeff Reno és Kerry Ehrin Tévéjáték: Charles H. Eglee és Roger Director | 1988. január 19.     |
| 50.  | 10. | Könnyes utazás (Tracks of My Tears)                   | Paul Krasny            | Történet: Debra Frank és Kerry Ehrin Tévéjáték: Judith Kahan                                 | 1988. február 2.     |
| 51.  | 11. | Hej, feleség! (Eek! A Spouse!)                        | Artie Mandelberg       | Történet: Roger Director, Kerry Ehrin és Jeff Reno Tévéjáték: Ron Osborn és Charles H. Eglee | 1988. február 9.     |
| 52.  | 12. | Maddie Hayes férjhez ment (Maddie Hayes Got Married)  | Paul Krasny            | Charles Eglee és Roger Director                                                              | 1988. március 1.     |
| 53.  | 13. | Fel a fejjel, gyerekek! (Here's Living With You, Kid) | Artie Mandelberg       | Történet: Roger Director, Charles H. Eglee és Kerry Ehrin Tévéjáték: Jeff Reno és Ron Osborn | 1988. március 15.    |
| 54.  | 14. | S az ige testté lőn (And the Flesh Was Made Word)     | Paul Krasny            | Kerry Ehrin                                                                                  | 1988. március 22.    |

## 5. évad (1988-1989)
| Sor. | Év. | Cím                                                                              | Rendező                | Író                                                                                        | Premier            | Nézettség    |
| ---- | --- | -------------------------------------------------------------------------------- | ---------------------- | ------------------------------------------------------------------------------------------ | ------------------ | ------------ |
| 55.  | 1.  | Angyali üdvözlet (A Womb With a View)                                            | Jay Daniel             | Glenn Gordon Caron és Charles Eglee                                                        | 1988. december 6.  | 26,80 millió |
| 56.  | 2.  | Ég és föld között (Between a Yuk and a Hard Place)                               | Dennis Dugan           | Kerry Ehrin                                                                                | 1988. december 13. | 26,20 millió |
| 57.  | 3.  | Változó vélemények (The Color of Maddie)                                         | Artie Mandelberg       | Barbara Hall                                                                               | 1988. december 20. | 23,70 millió |
| 58.  | 4.  | Plasztikázott szerelem (Plastic Fantastic Lovers)                                | Allan Arkush           | Jerry Stahl                                                                                | 1989. január 10.   | 23,40 millió |
| 59.  | 5.  | Hajrá, fiúk! Hajrá, lányok! (Shirts and Skins)                                   | Artie Mandelberg       | Roger Director                                                                             | 1989. január 17.   | 22,20 millió |
| 60.  | 6.  | A válás bajjal jár (Take My Wife, For Example)                                   | Dennis Dugan           | James Kramer                                                                               | 1989. február 7.   | 19,10 millió |
| 61.  | 7.  | Kölcsönhulla visszajár (I See England, I See France, I See Maddie's Netherworld) | Paul Krasny            | Chris Ruppenthal                                                                           | 1989. február 14.  | 17,50 millió |
| 62.  | 8.  | Hazugságok, hazugságok (Those Lips, Those Lies)                                  | Dennis Dugan           | James Kramer és Chris Ruppenthal                                                           | 1989. április 2.   | 10,60 millió |
| 63.  | 9.  | A tökéletes bűntény (Perfect)                                                    | Gerald Perry Finnerman | Történet: Jeff Reno és Ron Osborn Tévéjáték: James Kramer, Chris Ruppenthal és Jerry Stahl | 1989. április 9.   | 9,50 millió  |
| 64.  | 10. | A zöldszemű szörny (When Girls Collide)                                          | Dennis Dugan           | Történet: Charles Eglee és Leo Tecate Tévéjáték: Merrill Markoe és Leo Tecate              | 1989. április 16.  | 8,80 millió  |
| 65.  | 11. | Törvényen kívül és belül (In 'n Outlaws)                                         | Christopher Welch      | Marc Abraham                                                                               | 1989. április 23.  | 8,80 millió  |
| 66.  | 12. | Kis éji gyilkosság (Eine Kleine Nacht Murder)                                    | Jay Daniel             | Barbara Hall                                                                               | 1989. április 30.  | 8,60 millió  |
| 67.  | 13. | A fogyatkozó Kék Hold (Lunar Eclipse)                                            | Dennis Dugan           | Ron Clark                                                                                  | 1989. május 14.    | 8,60 millió  |